# Про кохання (оповідання)
«Про кохання» (рос. О любви) — оповідання А. П. Чехова, вперше опубліковане у 1898 році.
Оповідання «Про кохання» закінчує цикл «Маленької трилогії». Оповідання вперше було видане в серпні 1898 році в журналі «Русская мысль» № 8.

## Сюжет
У цьому оповіданні йдеться про історію кохання Альохіна — одного з героїв «Маленької трагедії». Під час сніданку Альохін розповідає гостям, що після закінчення університету він оселився в маєтку, який дістався йому від батька, Софії. 
«За вихованням я білоручка, за нахилами — кабінетна людина, але на маєтку, коли я приїхав сюди, був великий борг, а так як батько мій заборгував частково тому, що багато витрачав на мою освіту, то я вирішив, що не поїду звідси і буду працювати, допоки не сплачу цього боргу»
 \. Шукаючи роботу, щоб мати змогу сплатити борги, Альохін знайомиться з Дмитром Лугановим, а пізніше і з його дружиною — Ганною Олексіївною. З часом він переконується, що Ганна Луганова прекрасна, добра, інтелігентна жінка. Головний герой був зачарований її красою і незабаром зрозумів, що відчуває до неї особливі почуття. Альохін почав частіше бувати у Луганових. Він заходив до них майже кожного дня, а його відсутність викликала тривогу. Сім'я Луганових багато в чому допомагала власникові маєтку, наприклад, вони позичали йому гроші у моменти фінансової скрути.
Альохін розумів, Ганна Олексіївна також небайдужа до нього. Але ні він, ні вона не хотіли відкриватися один одному в почуттях. Обоє розуміли, що це може зруйнувати не тільки його власне життя, але і життя коханої людини. Ганна Олексіївна переймалася проблемами чоловіка і дітей, а Альохін тим, чи зможе він матеріально забезпечувати свою пасію. Наприкінці серпня Дмитро з дітьми мав поїхати в одну із західних губерній, а Ганна Олексіївна — за рекомендаціями лікаря, у Крим. У поїзді Альохін і Ганна Олексіївна освідчуються один одному в коханні і після цього розлучаються назавжди.

## Історія публікації
Перші згадки про задум сюжету оповідання з'являються в записниках Чехова в 1895 році. Працював над оповіданням письменник у Меліховому влітку 1898 року. У цей же час Чехов працював і над «Аґрусом»: обидва оповідання готувалися до виходу в серпневому номері журналу «Русская мысль». Л. А. Авілова вважала, що в цьому оповіданні відбилася історія її взаємин з Чеховим.
Оповідання «Про кохання» завершує чеховську «Маленьку трилогію». Оповідання було вперше опубліковане у серпні 1898 року в журналі «Русская мысль» № 8.
Як і інші оповідання трилогії, оповідання «Про кохання» було високо оцінено критиками. За життя Чехова оповідання було перекладене болгарською мовою.